# Shannonomyia (Shannonomyia) semireducta
Shannonomyia (Shannonomyia) semireducta is een tweevleugelige uit de familie steltmuggen (Limoniidae). De soort komt voor in het Neotropisch gebied.